# Сент Ан де Плен (Квебек)
Сент Ан де Плен (фр. Sainte-Anne-des-Plaines) је град у Канади у покрајини Квебек. Према резултатима пописа 2011. у граду је живело 14.535 становника.

## Становништво
Према резултатима пописа становништва из 2011. у граду је живело 14.535 становника, што је за 11,8% више у односу на попис из 2006. када је регистровано 13.001 житеља.
| 2006.  | 2011.  |
| ------ | ------ |
| 13.001 | 14.535 |